# جيان ريتشارد
جيان ريتشارد (بالفرنسية: Jean Richard)‏
```
هو 
لاعب سيرك
 
 
[لغات أخرى]
‏
 
وممثل
 
فرنسي
، ولد في 18 أبريل 1921 في 
فرنسا
، وتوفي بنفس المكان في 12 ديسمبر 2001 بسبب 
سرطان
.
```

## وصلات خارجية
- جيان ريتشارد على موقع IMDb (الإنجليزية)
- جيان ريتشارد على موقع روتن توميتوز (الإنجليزية)
- جيان ريتشارد على موقع ألو سيني (الفرنسية)
- جيان ريتشارد على موقع ميوزك برينز (الإنجليزية)
- جيان ريتشارد على موقع أول موفي (الإنجليزية)
- جيان ريتشارد على موقع قاعدة بيانات الأفلام السويدية (السويدية)
- جيان ريتشارد على موقع ديسكوغز (الإنجليزية)
- جيان ريتشارد على موقع قاعدة بيانات الفيلم (الإنجليزية)
- جيان ريتشارد على موقع كينوبويسك (الروسية)